# Jasim Abdalla
Jasim Mohamed Abdalla (in arabo جاسم محمد‎?; Londra, 24 novembre 1988) è un cestista emiratino.